# Kommando de Landerneau
À partir d'avril 1943, la Gestapo crée des unités d'action mobile, dirigées par le colonel Pulmer, spécialement destinées à lutter contre la Résistance. Plusieurs Kommandos sont constitués en Bretagne à Vannes, Pontivy, Locminé, Brest, Quimper, Saint-Brieuc, le plus connu étant le Kommando de Landerneau (Kommando IC 343) constitué fin avril 1944 à Landerneau, connu aussi sous le nom de Kommando Schaad, du nom d'un de ses membres allemands Herbert Schaad, même si c'était le lieutenant allemand Willy Krüger, chef de la Gestapo de Rennes, qui le dirigeait. On le dénomme aussi parfois SD de Landerneau.

## Les membres du Kommando
Le Kommando de Landerneau était composé de 18 hommes de troupe allemands et d'une dizaine d'agents de renseignement français, dont quelques nationalistes bretons, comme René Le Hir (en), André Geffroy (dit « Le Grand Gef »), Paul Le Reste (d'origine brestoise) et Hervé Botros, originaire de Lanmeur (celui-ci faisait preuve d'une brutalité inouïe lors des interrogatoires de résistants), ainsi que des résistants retournés après leur arrestation, comme Jean Corre (d'Hanvec), arrêté fin août 1944, et Gabriel Poquet qui « se voit infliger sept ans de travaux forcés ».
Neuf nationalistes bretons, membres de l'une ou l'autre des milices bretonnes (Bezen Perrot, Kommando de Landerneau, groupe de la Selbstschutzpolizei dirigé par Guy Vissault de Coëtlogon, miliciens de Joseph Darnand,…) furent condamnés à mort et fusillés : Pierre Bernier (de Pénestin), Hervé Botros (de Lanmeur, exécuté à Quimper), Guy Vissault de Coëtlogon (de Rennes), André  Geffroy (dit « Ferrand »), de Pommerit-Jaudy, Claude Geslin (de Rennes), Corentin Kergoat (de Châteaulin), Joseph Le Ruyet (de Bubry) et le commandant Thomas (de Rennes). André Geffroy (dit « Le Grand Gef »), de Lannion, lui aussi condamné à mort, vit sa peine commuée. Douze furent condamnés à mort par contumace : Michel Chevillotte (de Brélès), Louis Feuntren (de Rennes), Gilbert Foix (d'Auray), Yann Goulet (de Saint-Nazaire), Hervé Le Helloco (de Pontivy), Guy Hernot (de Saint-Thégonnec), Edmond Joly (de Rennes), Célestin Lainé (de Nantes), Jean L'Haridon (de Châteaulin), Auguste Ménard (de Vitré), Olier Mordrel, déjà condamné à mort en 1939 en même temps que François Debeauvais et Ange Péresse (de Bubry) ; leurs peines furent par la suite commuées ou amnistiées.

## Pertes subies
Selon une liste dressée par Olier Mordrel, l'ancien chef pro-nazi du PNB, sept membres de l'une ou l'autre des milices bretonnes auraient été tués lors de combats contre les maquisards : Joseph Le Berre (de Pont-l'Abbé), Auguste Le Deuff (de Maël-Carhaix), Armel Guillo (de Vannes), Job Hirgair (de Brandérion), Yann Laizet (de Saint-Malo), Jean Larnicol (de Treffiagat), tous les deux membres du Bezen Perrot et tués lors de combats à Ploërdut et Yann Louarn (de Guingamp).
Trente et un Bretons auraient été exécutés par des résistants pour faits de collaboration : Auguste Bocher et son frère (de Saint-Servais), Yann Bothorel (de Landrévarzec), Yann Bricler (de Quimper), Yves de Cambourg (de Gouesnach), Marcel Colin (de Rennes), Paul Gaïc (de Plessala), l'abbé Grivart, Étienne Guehenneuc, Jeanne du Guerny (de Quintin), Yann Guilcher (de Ploaré), Yves Kerhoas (de Plonévez-du-Faou), l'abbé Lec'hvien (recteur de Quemper-Guézennec), Mahé, Ambroise, Bernard et Céline Maubré, deux frères et sœur (de Gourin), Mathurin Le Moigne et ses deux fils (de Silfiac), Loïc Moullec (de Saint-Barthélemy), Christian Le Part (de Rochefort-en-Terre), Job Le Pedellec (de Bubry), Jean-Marie Perrot (recteur de Scrignac), Philippon Le Ven (de Quimper), l’abbé Rallier (recteur de Bieuzy), Hélène Le Ruyet (de Bubry), Louis Stéphan (de Locminé), les deux frères Tattevin (de Nantes) et Valy (de Lorient).
Toujours selon la même liste, sept seraient morts après la guerre alors qu'ils étaient détenus, selon Olier Mordrel, à cause des mauvais traitements dont ils auraient été les victimes : Le Borgne (de Lennon), James Bouillé (architecte de Perros-Guirec), le docteur Le Clair (de Saint-Pol-de-Léon), David, Gaston Jehannin (de Talensac), François Stéphan (de Saint-Pol-de-Léon), Jos Youenou (de Douarnenez). 
Une soixantaine de nationalistes bretons compromis dans la collaboration avec l'occupant nazi auraient donc été tués ou condamnés pendant la Seconde Guerre mondiale. Lors de cette même guerre, selon Christian Bougeard , 3 763 bretons furent déportés (dont la moitié au moins sont morts en déportation), au moins 2 273 bretons furent fusillés, sans compter les résistants morts au combat et les victimes civiles.

## Actions contre la Résistance
Le Kommando de Landerneau lutta contre de nombreux maquis bretons, participant à l'arrestation, l'interrogatoire, la torture et l'exécution sommaire de nombreux résistants. Les résistants sont « cuisinés » au siège du Kommando, le manoir de Colleville, une maison de deux étages construite au XVIIIe siècle, en plein centre de Landerneau. Ses principales actions connues (la liste n'est pas exhaustive) sont :
- Le 25 avril 1944, l'arrestation d'une quinzaine de résistants au Faou (la plupart furent fusillés à Brest ou à Mousterlin)

- À la suite de l'assassinat le 12 décembre 1943 de l'abbé Jean-Marie Perrot, l'enquête est alors conduite par le Kommando de Landerneau (…) Le sergent Schaad reçoit de la Gestapo de Rennes une liste de suspects qui lui avait été adressée par une femme originaire de Huelgoat et vivant à Rennes (…) Au cours d'une expédition à Scrignac et à Huelgoat, les Allemands, accompagnés de militants nationalistes bretons, dont André Geffroy, arrêtent certaines des personnes figurant sur la liste. Mais Jean Thépaut parvient à passer entre les mailles du filet. Il semble qu’il se soit mis à l'abri en Normandie. Le Kommando reviendra à deux reprises au moins à Scrignac : en juin où il arrête notamment deux cousins, membres des FTP, Armel[14] et Francis Coant[15], qui furent fusillés à Rennes quelques jours plus tard ; le 19 juillet où il essuie le feu de trois résistants, en tue un, Jean Bernard[16], et met le feu à sa maison. »[17]. Cette description des faits de Thierry Guidet, à quelques détails près, est confirmée par une déposition d'André Geffroy, agent du Kommando de Landerneau et proche de l'abbé Perrot[18]. Le 9 juillet 1944, une rafle commise par le Kommando de Landerneau provoque l'arrestation de trois personnes de Scrignac, qui sont torturées. Entre le 18 et le 30 juillet 1944, les violences se succèdent à Scrignac. En représailles de l'assassinat de l'abbé Perrot, le bourg tout entier est mis au pillage ; terrorisés, les habitants s'enfuient. Les soldats allemands, aidés de membres du Bezen Perrot dirigés par Michel Chevillotte[19] se servent dans les maisons, incendient l'école, la mairie, ainsi qu'un hameau de la commune, et multiplient les rafles, les arrestations et les tortures.

- Le 12 juillet 1944 des hommes du Kommando de Landerneau attaquent le maquis du Bot en Quimerc'h, arrêtent et fusillent dans le bois du Bot Henri Cevaer[20] ; son corps fut retrouvé affreusement mutilé.

- Le 15 juillet 1944, des troupes allemandes, aidées par des hommes du Kommando de Landerneau et une unité de Russes blancs de l'armée Vlassov, attaquent le maquis de Scaër : les combats, qui opposèrent 160 résistants (une cinquantaine de maquisards FTP de Scaër et une centaine de maquisards FTP de Rosporden, ces derniers cantonnés depuis la veille à Quillien et commandés par le capitaine Mercier[21]) à environ un millier d'Allemands venus de Châteauneuf-du-Faou et du Faouët, firent 18 victimes (neuf victimes membres du maquis de Scaër : Pierre Cabellic, Grégoire Le Cam, François et Jean Jacob, Pierre Capitaine, Corentin Guillou, René Turquet, Louis Massé et Étienne Millour et neuf victimes membres du maquis de Rosporden : Yves Baron, Hervé Delessart, Corentin Guillou, René Le Gall, Roger Kerjose[22], René Mao, Jean-Louis et Marcel Rannou et Pierre Salomon) parmi les résistants, et le matériel fut récupéré par les Allemands. Ces combats sont commémorés par le mémorial de Kernabat[23] en Scaër, où furent enterrés les maquisards tués, et la stèle de Quillien en Tourch[24].

- Le 3 août 1944, l'encerclement du maquis du Nivot par le Kommando de Landerneau aidé de collaborateurs français, essentiellement des membres du Parti nationaliste breton, fait 5 morts : Pierre Baron et Georges Salaun, tous deux de Brasparts ; Bertrand Le Faou Keruzoré, de Plonévez-du-Faou ; Camille Omnès, de Quimerc'h; Le Cloarec, de Quimper[25].
- Un adolescent de 17 ans, surnommé Peti-Coq, membre du Kommando de Landerneau, parvint à infiltrer un groupe de maquisards de la région du Faouët, provoquant l'arrestation d'une dizaine de maquisards[11].
- Quatre résistants de Plougasnou (Marcel Aubertin, Louis Guilloux, J.A. Loyen, Augustine Vom-Hoevel) sont dénoncés par Hervé Botros, membre du Kommando de Landerneau. D'autres résistants seront également dénoncés par Botros : Isidore Masson (de Morlaix), Charles Bescond, Yves, Émile et Yvonne Jegaden (tous cinq de Plougasnou) sont arrêtés 3 juillet 1944. Isidore Masson, Charles Bescond, Yves et Yvonne Jegaden furent exécutés par les Allemands le 4 juillet 1944 et leurs corps enterrés dans une fosse à Ruffélic d'où ils sont exhumés le 12 août 1944[26]. Une stèle est érigée à leur mémoire à Ruffélic, face à la mer. Émile Jegaden fut déporté au camp de Natzweiler-Struthof, puis dans le commando de Shomberg en Allemagne. Il reviendra vivant dans le courant du mois de mai 1945[27]. Le 20 août 1944, un charnier est trouvé derrière un talus près de la ferme de Merdy-Bras, contenant les corps de quatre résistants exécutés le 6 juillet 1944 par des hommes du Kommando de Landerneau : Claude Kerguiduff, Alexis Moal, Pierre Moal et Jean Scour ; leur souvenir est commémoré par une stèle qui se trouve à Pontplaincoat, à proximité du manoir qui avait été réquisitionné pendant l'Occupation par les troupes allemandes[28].

Il lutta aussi contre les maquis de Trégarantec, Rosnoën, Plomodiern… 
Le Kommando est acculé dans la poche de la presqu'île de Crozon à l'arrivée des Américains à l'été 1944.